# Exile (singel Enyi)
Exile – piosenka i czwarty singel irlandzkiej wokalistki i kompozytorki Enyi, z jej drugiego album studyjnego Watermark, wydany nakładem Warner Music w 1991 r.

## Historia wydania
Po sukcesie albumu Watermark w Stanach Zjednoczonych, wiele utworów Enyi zostało użytych w ścieżkach dźwiękowych filmów produkowanych w Hollywood. „River”, „Watermark” oraz „Storms in Africa” użyto w ścieżce do filmu Zielona karta, natomiast „Epona”, „On your Shore” oraz „Exile” znalazły się na ścieżce dźwiękowej do filmu Historia z Los Angeles. Z tej okazji, w 1991 roku Warner zdecydował się wypuścić singla podsumowującego użycie utworów Enyi w kinowych produkcjach.
W 1991 roku ukazał się klip w reżyserii Michaela Geoghegana, w którym widzimy ujęcia śpiewającej Enyi, przeplatane wybranymi fragmentami filmu Micka Jacksona.

## Dostępne wydania
Singiel wydano na małej płycie winylowej (SP), maxi singlu na winylu i CD oraz na kasecie magnetofonowej (single cassette).
| Wydanie standardowe: winyl 7 cali (UK), kaseta magnetofonowa (UK) | Wydanie standardowe: winyl 7 cali (UK), kaseta magnetofonowa (UK) | Wydanie standardowe: winyl 7 cali (UK), kaseta magnetofonowa (UK) |
| Nr                                                                | Tytuł utworu                                                      | Długość                                                           |
| ----------------------------------------------------------------- | ----------------------------------------------------------------- | ----------------------------------------------------------------- |
| 1.                                                                | „Exile” (Enya-Roma Ryan)                                          | 4:20                                                              |
| 2.                                                                | „On Your Shore” (Enya-Roma Ryan)                                  | 3:59                                                              |
|                                                                   |                                                                   | 8:19                                                              |

| Maxi winyl (UK), Maxi CD (CL-DE-UK-JP) | Maxi winyl (UK), Maxi CD (CL-DE-UK-JP) | Maxi winyl (UK), Maxi CD (CL-DE-UK-JP) |
| Nr                                     | Tytuł utworu                           | Długość                                |
| -------------------------------------- | -------------------------------------- | -------------------------------------- |
| 1.                                     | „Exile” (Enya-Roma Ryan)               | 4:20                                   |
| 2.                                     | „On Your Shore” (Enya-Roma Ryan)       | 3:59                                   |
| 3.                                     | „Watermark” (Enya)                     | 2:24                                   |
| 4.                                     | „River” (Enya)                         | 3:10                                   |
|                                        |                                        | 13:53                                  |